# Церница (река)
Церница је највећа десна притока реке Јадра. Слив реке захвата површину од 118,7 км². Од тога територији Лознице припада 100,6 km² или 84,7%. Церница је дугачка је 21,5 km а дужина развођа износи 51 km.